# Liste der Gebietsänderungen in Thüringen (DDR)
Die Liste der Gebietsänderungen in Thüringen (DDR) enthält wichtige Änderungen der Gemeindegebiete des Landes Thüringen der DDR in der Zeit vom 7. Oktober 1949 bis zum 24. Juli 1952 mit dem Haupttermin am 1. Juli 1950. Dazu zählen unter anderem Zusammenschlüsse und Trennungen von Gemeinden, Eingliederungen von Gemeinden in eine andere, Änderungen des Gemeindenamens und größere Umgliederungen von Teilen einer Gemeinde in eine andere.

## Legende
- Datum: juristisches Wirkungsdatum der Gebietsänderung
- Gemeinde vor der Änderung: Gemeinde vor der Gebietsänderung
- Maßnahme: Art der Änderung
- Gemeinde nach der Änderung: Gemeinde nach der Gebietsänderung
- Landkreis: Landkreis der Gemeinde nach der Gebietsänderung

Die Sortierung erfolgt chronologisch: Datum, Stadtkreis, Landkreis, aufnehmende oder neu gebildete Gemeinde. Heute noch bestehende Gemeinden sind farbig unterlegt.

## Liste
| Datum      | Gemeinde vor der Änderung | Maßnahme                                                                        | Gemeinde nach der Änderung                                                      | Landkreis                                                                       |
| ---------- | --- | ------------------------------------------------------------------------------- | ------------------------------------------------------------------------------- | ------------------------------------------------------------------------------- |
| 07.10.1949 | Beitritt des Landes zur DDR 22 Landkreise, 12 Stadtkreise                                                                                      | Beitritt des Landes zur DDR 22 Landkreise, 12 Stadtkreise                       | Beitritt des Landes zur DDR 22 Landkreise, 12 Stadtkreise                       | Beitritt des Landes zur DDR 22 Landkreise, 12 Stadtkreise                       |
| 23.03.1950 | Wiegersdorf | Eingliederung                                                                   | Ilfeld                                                                          | Nordhausen                                                                      |
| 01.07.1950 | Kreisneugliederung 22 Landkreise, 12 Stadtkreise → 21 Landkreise, 4 Stadtkreise                                                                | Kreisneugliederung 22 Landkreise, 12 Stadtkreise → 21 Landkreise, 4 Stadtkreise | Kreisneugliederung 22 Landkreise, 12 Stadtkreise → 21 Landkreise, 4 Stadtkreise | Kreisneugliederung 22 Landkreise, 12 Stadtkreise → 21 Landkreise, 4 Stadtkreise |
| 01.07.1950 | Bindersleben Bischleben Dittelstedt Gispersleben Kiliani Gispersleben Viti Marbach Möbisburg Rhoda Schmira                                     | Eingliederung                                                                   | Erfurt                                                                          | –                                                                               |
| 01.07.1950 | Dürrenebersdorf Kaimberg Langenberg Langengrobsdorf Liebschwitz Lietzsch Poris-Lengefeld Röppisch Roschütz Taubenpreskeln Zeulsdorf Zschippern | Eingliederung                                                                   | Gera                                                                            | –                                                                               |
| 01.07.1950 | Großtauschwitz | Eingliederung                                                                   | Altkirchen                                                                      | Altenburg                                                                       |
| 01.07.1950 | Pöppschen | Eingliederung                                                                   | Bocka                                                                           | Altenburg                                                                       |
| 01.07.1950 | Braunshain Hohenkirchen | Eingliederung                                                                   | Bröckau                                                                         | Altenburg                                                                       |
| 01.07.1950 | Gleina | Eingliederung                                                                   | Burkersdorf b. Lehndorf                                                         | Altenburg                                                                       |
| 01.07.1950 | Pontewitz Rolika | Eingliederung                                                                   | Dobitschen                                                                      | Altenburg                                                                       |
| 01.07.1950 | Mohlis | Eingliederung                                                                   | Drogen                                                                          | Altenburg                                                                       |
| 01.07.1950 | Modelwitz Stünzhain | Eingliederung                                                                   | Ehrenberg                                                                       | Altenburg                                                                       |
| 01.07.1950 | Nirkendorf Zschaiga | Eingliederung                                                                   | Ehrenhain                                                                       | Altenburg                                                                       |
| 01.07.1950 | Heiersdorf Hinteruhlmannsdorf | Zusammenschluss                                                                 | Engertsdorf                                                                     | Altenburg                                                                       |
| 01.07.1950 | Beiern | Eingliederung                                                                   | Flemmingen                                                                      | Altenburg                                                                       |
| 01.07.1950 | Pahna | Eingliederung                                                                   | Fockendorf                                                                      | Altenburg                                                                       |
| 01.07.1950 | Pöschwitz | Eingliederung                                                                   | Gerstenberg                                                                     | Altenburg                                                                       |
| 01.07.1950 | Gödern Lossen Romschütz | Eingliederung                                                                   | Göhren                                                                          | Altenburg                                                                       |
| 01.07.1950 | Gödissa Jauern | Eingliederung                                                                   | Göldschen                                                                       | Altenburg                                                                       |
| 01.07.1950 | Kertschütz Schwanditz | Eingliederung                                                                   | Göllnitz                                                                        | Altenburg                                                                       |
| 01.07.1950 | Garbisdorf | Eingliederung                                                                   | Göpfersdorf                                                                     | Altenburg                                                                       |
| 01.07.1950 | Nörditz | Eingliederung                                                                   | Gößnitz                                                                         | Altenburg                                                                       |
| 01.07.1950 | Gösdorf Tautenhain | Eingliederung                                                                   | Großmecka                                                                       | Altenburg                                                                       |
| 01.07.1950 | Kleinmückern | Eingliederung                                                                   | Großstöbnitz                                                                    | Altenburg                                                                       |
| 01.07.1950 | Dobraschütz Oberkossa | Eingliederung                                                                   | Kraasa                                                                          | Altenburg                                                                       |
| 01.07.1950 | Trebanz | Eingliederung                                                                   | Lehma                                                                           | Altenburg                                                                       |
| 01.07.1950 | Gardschütz Greipzig Saara Selleris | Eingliederung                                                                   | Lehndorf                                                                        | Altenburg                                                                       |
| 01.07.1950 | Oberlödla Unterlödla | Zusammenschluss                                                                 | Lödla                                                                           | Altenburg                                                                       |
| 01.07.1950 | Boderitz Buscha Lohma-Zschernichen | Zusammenschluss                                                                 | Lohma a. d. Leina                                                               | Altenburg                                                                       |
| 01.07.1950 | Großbraunshain Hartha Kleintauscha | Eingliederung                                                                   | Lumpzig                                                                         | Altenburg                                                                       |
| 01.07.1950 | Rodameuschel Zweitschen | Eingliederung                                                                   | Mehna                                                                           | Altenburg                                                                       |
| 01.07.1950 | Bünauroda | Eingliederung                                                                   | Meuselwitz                                                                      | Altenburg                                                                       |
| 01.07.1950 | Obermolbitz Untermolbitz | Zusammenschluss                                                                 | Molbitz                                                                         | Altenburg                                                                       |
| 01.07.1950 | Kröbern Schlauditz Wiesenmühle | Eingliederung                                                                   | Monstab                                                                         | Altenburg                                                                       |
| 01.07.1950 | Schömbach | Eingliederung                                                                   | Neuenmörbitz                                                                    | Altenburg                                                                       |
| 01.07.1950 | Röhrsdorf | Eingliederung                                                                   | Niederwiera                                                                     | Altenburg                                                                       |
| 01.07.1950 | Münsa | Eingliederung                                                                   | Nobitz                                                                          | Altenburg                                                                       |
| 01.07.1950 | Dippelsdorf Hauersdorf Priefel | Eingliederung                                                                   | Oberleupten                                                                     | Altenburg                                                                       |
| 01.07.1950 | Zschechwitz | Eingliederung                                                                   | Paditz                                                                          | Altenburg                                                                       |
| 01.07.1950 | Naundorf | Eingliederung                                                                   | Pfarrsdorf                                                                      | Altenburg                                                                       |
| 01.07.1950 | Gieba Goldschau Runsdorf | Eingliederung                                                                   | Podelwitz                                                                       | Altenburg                                                                       |
| 01.07.1950 | Merlach Zschöpel | Eingliederung                                                                   | Ponitz                                                                          | Altenburg                                                                       |
| 01.07.1950 | Pöhla | Eingliederung                                                                   | Posa                                                                            | Altenburg                                                                       |
| 01.07.1950 | Meucha | Eingliederung                                                                   | Prehna                                                                          | Altenburg                                                                       |
| 01.07.1950 | Schelditz | Eingliederung                                                                   | Rositz                                                                          | Altenburg                                                                       |
| 01.07.1950 | Nödenitzsch | Eingliederung                                                                   | Schloßig                                                                        | Altenburg                                                                       |
| 01.07.1950 | Bohra Kummer | Eingliederung                                                                   | Schmölln                                                                        | Altenburg                                                                       |
| 01.07.1950 | Dölzig Kostitz | Eingliederung                                                                   | Starkenberg                                                                     | Altenburg                                                                       |
| 01.07.1950 | Breesen Kreutzen | Eingliederung                                                                   | Tegkwitz                                                                        | Altenburg                                                                       |
| 01.07.1950 | Schönhaide Wettelswalde | Eingliederung                                                                   | Thonhausen                                                                      | Altenburg                                                                       |
| 01.07.1950 | Plottendorf Primmelwitz | Eingliederung                                                                   | Treben                                                                          | Altenburg                                                                       |
| 01.07.1950 | Gimmel Platschütz | Eingliederung                                                                   | Trebula                                                                         | Altenburg                                                                       |
| 01.07.1950 | Burkersdorf b. Schmölln | Eingliederung                                                                   | Untschen                                                                        | Altenburg                                                                       |
| 01.07.1950 | Neubraunshain | Eingliederung                                                                   | Waltersdorf                                                                     | Altenburg                                                                       |
| 01.07.1950 | Brandrübel | Eingliederung                                                                   | Weißbach                                                                        | Altenburg                                                                       |
| 01.07.1950 | Graicha | Eingliederung                                                                   | Wildenbörten                                                                    | Altenburg                                                                       |
| 01.07.1950 | Borgishain Pähnitz Remsa Schelchwitz Zschaschelwitz                                                                                            | Eingliederung                                                                   | Windischleuba                                                                   | Altenburg                                                                       |
| 01.07.1950 | Löhmigen | Eingliederung                                                                   | Zehma                                                                           | Altenburg                                                                       |
| 01.07.1950 | Knau Oberzetzscha Rautenberg | Zusammenschluss                                                                 | Zetzscha                                                                        | Altenburg                                                                       |
| 01.07.1950 | Maltis | Eingliederung                                                                   | Zürchau                                                                         | Altenburg                                                                       |
| 01.07.1950 | Ettischleben | Eingliederung                                                                   | Alkersleben                                                                     | Arnstadt                                                                        |
| 01.07.1950 | Oesteröda | Eingliederung                                                                   | Dienstedt                                                                       | Arnstadt                                                                        |
| 01.07.1950 | Jesuborn | Eingliederung                                                                   | Gehren                                                                          | Arnstadt                                                                        |
| 01.07.1950 | Behringen Oberwillingen | Eingliederung                                                                   | Niederwillingen                                                                 | Arnstadt                                                                        |
| 01.07.1950 | Kleinbreitenbach | Eingliederung                                                                   | Plaue                                                                           | Arnstadt                                                                        |
| 01.07.1950 | Oberilm | Eingliederung                                                                   | Stadtilm                                                                        | Arnstadt                                                                        |
| 01.07.1950 | Bairoda Schweina | Eingliederung                                                                   | Bad Liebenstein                                                                 | Bad Salzungen                                                                   |
| 01.07.1950 | Dorf Allendorf Kloster Allendorf Wildprechtroda                                                                                                | Eingliederung                                                                   | Bad Salzungen                                                                   | Bad Salzungen                                                                   |
| 01.07.1950 | Neuendorf | Eingliederung                                                                   | Witzelroda                                                                      | Bad Salzungen                                                                   |
| 01.07.1950 | Deubach | Eingliederung                                                                   | Schönau                                                                         | Eisenach                                                                        |
| 01.07.1950 | Abteroda Gasteroda | Eingliederung                                                                   | Vitzeroda                                                                       | Eisenach                                                                        |
| 01.07.1950 | Salomonsborn | Eingliederung                                                                   | Alach                                                                           | Erfurt                                                                          |
| 01.07.1950 | Groß Ballhausen Klein Ballhausen | Zusammenschluss                                                                 | Ballhausen                                                                      | Erfurt                                                                          |
| 01.07.1950 | Urbich | Eingliederung                                                                   | Büßleben                                                                        | Erfurt                                                                          |
| 01.07.1950 | Gottstedt | Eingliederung                                                                   | Ermstedt                                                                        | Erfurt                                                                          |
| 01.07.1950 | Schilfa | Eingliederung                                                                   | Gangloffsömmern                                                                 | Erfurt                                                                          |
| 01.07.1950 | Vehra | Eingliederung                                                                   | Henschleben                                                                     | Erfurt                                                                          |
| 01.07.1950 | Lützensömmern | Eingliederung                                                                   | Kutzleben                                                                       | Erfurt                                                                          |
| 01.07.1950 | Niedernissa | Eingliederung                                                                   | Windischholzhausen                                                              | Erfurt                                                                          |
| 01.07.1950 | Friedrichsdorf | Eingliederung                                                                   | Witterda                                                                        | Erfurt                                                                          |
| 01.07.1950 | Großaga Kleinaga Lessen Reichenbach Seligenstädt                                                                                               | Zusammenschluss                                                                 | Aga                                                                             | Gera                                                                            |
| 01.07.1950 | Gütterlitz Untendorf | Eingliederung                                                                   | Auma                                                                            | Gera                                                                            |
| 01.07.1950 | Großbocka Kleinbocka | Zusammenschluss                                                                 | Bocka                                                                           | Gera                                                                            |
| 01.07.1950 | Zschippach | Eingliederung                                                                   | Brahmenau                                                                       | Gera                                                                            |
| 01.07.1950 | Strößwitz | Eingliederung                                                                   | Breitenhain                                                                     | Gera                                                                            |
| 01.07.1950 | Großfalka Kleinfalke Niebra Otticha | Zusammenschluss                                                                 | Falka                                                                           | Gera                                                                            |
| 01.07.1950 | Geheege Wittchenstein | Eingliederung                                                                   | Geroda                                                                          | Gera                                                                            |
| 01.07.1950 | Birkhausen Struth | Eingliederung                                                                   | Großebersdorf                                                                   | Gera                                                                            |
| 01.07.1950 | Baldenhain Mückern Nauendorf | Eingliederung                                                                   | Großenstein                                                                     | Gera                                                                            |
| 01.07.1950 | Wachholderbaum | Eingliederung                                                                   | Hain                                                                            | Gera                                                                            |
| 01.07.1950 | Rußdorf | Eingliederung                                                                   | Hilbersdorf                                                                     | Gera                                                                            |
| 01.07.1950 | Markersdorf | Eingliederung                                                                   | Hundhaupten                                                                     | Gera                                                                            |
| 01.07.1950 | Gessen Lichtenberg | Eingliederung                                                                   | Kauern                                                                          | Gera                                                                            |
| 01.07.1950 | Harpersdorf Oberndorf | Eingliederung                                                                   | Kraftsdorf                                                                      | Gera                                                                            |
| 01.07.1950 | Neuensorga | Eingliederung                                                                   | Lederhose                                                                       | Gera                                                                            |
| 01.07.1950 | Leubsdorf | Eingliederung                                                                   | Lemnitz                                                                         | Gera                                                                            |
| 01.07.1950 | Kleina Köthnitz Steinbrücken | Eingliederung                                                                   | Linda b. Neustadt an der Orla                                                   | Gera                                                                            |
| 01.07.1950 | Großstechau Kleinstechau | Eingliederung                                                                   | Löbichau                                                                        | Gera                                                                            |
| 01.07.1950 | Nöbdenitz | Eingliederung                                                                   | Lohma                                                                           | Gera                                                                            |
| 01.07.1950 | Kopitzsch | Eingliederung                                                                   | Miesitz                                                                         | Gera                                                                            |
| 01.07.1950 | Porstendorf | Eingliederung                                                                   | Mittelpöllnitz                                                                  | Gera                                                                            |
| 01.07.1950 | Moderwitz | Eingliederung                                                                   | Neustadt an der Orla                                                            | Gera                                                                            |
| 01.07.1950 | Kaltenborn | Eingliederung                                                                   | Niederndorf                                                                     | Gera                                                                            |
| 01.07.1950 | Uhlersdorf Wetzdorf | Eingliederung                                                                   | Niederpöllnitz                                                                  | Gera                                                                            |
| 01.07.1950 | Mennsdorf | Eingliederung                                                                   | Paitzdorf                                                                       | Gera                                                                            |
| 01.07.1950 | Burkersdorf | Eingliederung                                                                   | Pillingsdorf                                                                    | Gera                                                                            |
| 01.07.1950 | Sachsenroda | Eingliederung                                                                   | Pölzig                                                                          | Gera                                                                            |
| 01.07.1950 | Stolzenberg | Eingliederung                                                                   | Posterstein                                                                     | Gera                                                                            |
| 01.07.1950 | Frankenau | Eingliederung                                                                   | Reichstädt                                                                      | Gera                                                                            |
| 01.07.1950 | Rusitz Steinbrücken | Eingliederung                                                                   | Roben                                                                           | Gera                                                                            |
| 01.07.1950 | Grobsdorf Naulitz Schmirchau | Eingliederung                                                                   | Ronneburg                                                                       | Gera                                                                            |
| 01.07.1950 | Negis | Eingliederung                                                                   | Röpsen                                                                          | Gera                                                                            |
| 01.07.1950 | Zwackau | Eingliederung                                                                   | Rosendorf                                                                       | Gera                                                                            |
| 01.07.1950 | Haselbach Reust | Eingliederung                                                                   | Rückersdorf                                                                     | Gera                                                                            |
| 01.07.1950 | Grüna | Eingliederung                                                                   | Rüdersdorf                                                                      | Gera                                                                            |
| 01.07.1950 | Geißen Großsaara Kleinsaara | Zusammenschluss                                                                 | Saara                                                                           | Gera                                                                            |
| 01.07.1950 | Traun Weltwitz | Eingliederung                                                                   | Schmieritz                                                                      | Gera                                                                            |
| 01.07.1950 | Gräfenbrück Loitsch | Eingliederung                                                                   | Steinsdorf                                                                      | Gera                                                                            |
| 01.07.1950 | Collis | Eingliederung                                                                   | Thränitz                                                                        | Gera                                                                            |
| 01.07.1950 | Wüstenwetzdorf | Eingliederung                                                                   | Tömmelsdorf                                                                     | Gera                                                                            |
| 01.07.1950 | Mühlsdorf Pörsdorf | Eingliederung                                                                   | Töppeln                                                                         | Gera                                                                            |
| 01.07.1950 | Döblitz Oberpöllnitz | Eingliederung                                                                   | Triptis                                                                         | Gera                                                                            |
| 01.07.1950 | Lindenkreuz Rothenbach | Eingliederung                                                                   | Waltersdorf                                                                     | Gera                                                                            |
| 01.07.1950 | Gorlitzsch-Schafpreskeln | Eingliederung                                                                   | Weißig                                                                          | Gera                                                                            |
| 01.07.1950 | Pfersdorf Wöhlsdorf | Eingliederung                                                                   | Wiebelsdorf                                                                     | Gera                                                                            |
| 01.07.1950 | Meilitz Pösneck Untitz Zossen Zschorta | Eingliederung                                                                   | Wünschendorf/Elster                                                             | Gera                                                                            |
| 01.07.1950 | Seifersdorf Sirbis | Eingliederung                                                                   | Zedlitz                                                                         | Gera                                                                            |
| 01.07.1950 | Großenbehringen Oesterbehringen Wolfsbehringen                                                                                                 | Zusammenschluss                                                                 | Behringen                                                                       | Gotha                                                                           |
| 01.07.1950 | Altenbergen | Eingliederung                                                                   | Catterfeld                                                                      | Gotha                                                                           |
| 01.07.1950 | Cumbach | Eingliederung                                                                   | Ernstroda                                                                       | Gotha                                                                           |
| 01.07.1950 | Engelsbach | Eingliederung                                                                   | Finsterbergen                                                                   | Gotha                                                                           |
| 01.07.1950 | Cobstädt Großrettbach | Eingliederung                                                                   | Grabsleben                                                                      | Gotha                                                                           |
| 01.07.1950 | Schwarzwald | Eingliederung                                                                   | Stutzhaus                                                                       | Gotha                                                                           |
| 01.07.1950 | Boilstädt | Eingliederung                                                                   | Uelleben                                                                        | Gotha                                                                           |
| 01.07.1950 | Langenhain Schnepfenthal-Rödichen Wahlwinkel                                                                                                   | Eingliederung                                                                   | Waltershausen                                                                   | Gotha                                                                           |
| 01.07.1950 | Büna Eubenberg | Eingliederung                                                                   | Arnsgrün                                                                        | Greiz                                                                           |
| 01.07.1950 | Frotschau | Eingliederung                                                                   | Bernsgrün                                                                       | Greiz                                                                           |
| 01.07.1950 | Gablau | Eingliederung                                                                   | Leiningen                                                                       | Greiz                                                                           |
| 01.07.1950 | Kauern | Eingliederung                                                                   | Lunzig                                                                          | Greiz                                                                           |
| 01.07.1950 | Piesigitz | Eingliederung                                                                   | Merkendorf                                                                      | Greiz                                                                           |
| 01.07.1950 | Zickra b. Auma | Eingliederung                                                                   | Muntscha                                                                        | Greiz                                                                           |
| 01.07.1950 | Waltersdorf b. Irchwitz | Eingliederung                                                                   | Reinsdorf                                                                       | Greiz                                                                           |
| 01.07.1950 | Dittersdorf | Eingliederung                                                                   | Zickra b. Berga                                                                 | Greiz                                                                           |
| 01.07.1950 | Oberwind | Eingliederung                                                                   | Crock                                                                           | Hildburghausen                                                                  |
| 01.07.1950 | Neuendambach | Eingliederung                                                                   | Gerhardtsgereuth                                                                | Hildburghausen                                                                  |
| 01.07.1950 | Biberschlag Tellerhammer | Eingliederung                                                                   | Lichtenau                                                                       | Hildburghausen                                                                  |
| 01.07.1950 | Sachsendorf Schwarzenbrunn | Zusammenschluss                                                                 | Sachsenbrunn                                                                    | Hildburghausen                                                                  |
| 01.07.1950 | Gabel Oberneubrunn Schönau Unterneubrunn | Zusammenschluss                                                                 | Schönbrunn                                                                      | Hildburghausen                                                                  |
| 01.07.1950 | Hetschbach Kloster Veilsdorf | Eingliederung                                                                   | Veilsdorf                                                                       | Hildburghausen                                                                  |
| 01.07.1950 | Tossenthal Weitesfeld | Zusammenschluss                                                                 | Weitesthal                                                                      | Hildburghausen                                                                  |
| 01.07.1950 | Gerega | Eingliederung                                                                   | Beulbar-Ilmsdorf                                                                | Jena                                                                            |
| 01.07.1950 | Podelsatz | Eingliederung                                                                   | Gernewitz                                                                       | Jena                                                                            |
| 01.07.1950 | Grabsdorf | Eingliederung                                                                   | Graitschen a. d. Höhe                                                           | Jena                                                                            |
| 01.07.1950 | Göritzberg Nischwitz | Eingliederung                                                                   | Hohendorf                                                                       | Jena                                                                            |
| 01.07.1950 | Karsdorfberg Pretschwitz Schmörschwitz | Eingliederung                                                                   | Rauschwitz                                                                      | Jena                                                                            |
| 01.07.1950 | Lotschen Ruttersdorf | Zusammenschluss                                                                 | Ruttersdorf-Lotschen                                                            | Jena                                                                            |
| 01.07.1950 | Rutha | Eingliederung                                                                   | Sulza                                                                           | Jena                                                                            |
| 01.07.1950 | Döbrichau Posewitz Wonnitz | Eingliederung                                                                   | Zöthen                                                                          | Jena                                                                            |
| 01.07.1950 | Herrenbreitungen | Eingliederung                                                                   | Breitungen/Werra                                                                | Meiningen                                                                       |
| 01.07.1950 | Oberharles Unterharles | Eingliederung                                                                   | Einödhausen                                                                     | Meiningen                                                                       |
| 01.07.1950 | Gleimershausen | Eingliederung                                                                   | Haselbach                                                                       | Meiningen                                                                       |
| 01.07.1950 | Elmenthal Herges-Auwallenburg Laudenbach Trusen                                                                                                | Zusammenschluss                                                                 | Trusetal                                                                        | Meiningen                                                                       |
| 01.07.1950 | Bonndorf | Eingliederung                                                                   | Wasungen                                                                        | Meiningen                                                                       |
| 01.07.1950 | Ufhoven | Eingliederung                                                                   | Bad Langensalza                                                                 | Mühlhausen                                                                      |
| 01.07.1950 | Großmehlra | Eingliederung                                                                   | Obermehler                                                                      | Mühlhausen                                                                      |
| 01.07.1950 | Bliedungen Gratzungen | Zusammenschluss                                                                 | Friedrichsthal                                                                  | Nordhausen                                                                      |
| 01.07.1950 | Niedergebra Obergebra | Zusammenschluss                                                                 | Gebra/Hainleite                                                                 | Nordhausen                                                                      |
| 01.07.1950 | Friedrichslohra Großwenden Kleinwenden | Zusammenschluss                                                                 | Großlohra                                                                       | Nordhausen                                                                      |
| 01.07.1950 | Hochstedt Hörningen | Eingliederung                                                                   | Herreden                                                                        | Nordhausen                                                                      |
| 01.07.1950 | Rüxleben | Eingliederung                                                                   | Kleinfurra                                                                      | Nordhausen                                                                      |
| 01.07.1950 | Steinsee | Eingliederung                                                                   | Liebenrode                                                                      | Nordhausen                                                                      |
| 01.07.1950 | Osterode | Eingliederung                                                                   | Neustadt/Harz                                                                   | Nordhausen                                                                      |
| 01.07.1950 | Mörbach Wollersleben | Eingliederung                                                                   | Nohra                                                                           | Nordhausen                                                                      |
| 01.07.1950 | Krimderode Salza | Eingliederung                                                                   | Nordhausen                                                                      | Nordhausen                                                                      |
| 01.07.1950 | Epschenrode Werningerode | Zusammenschluss                                                                 | Steinrode                                                                       | Nordhausen                                                                      |
| 01.07.1950 | Mitteldorf Pustleben | Zusammenschluss                                                                 | Wipperdorf                                                                      | Nordhausen                                                                      |
| 01.07.1950 | Watzdorf | Eingliederung                                                                   | Bad Blankenburg                                                                 | Rudolstadt                                                                      |
| 01.07.1950 | Fröbitz | Eingliederung                                                                   | Cordobang                                                                       | Rudolstadt                                                                      |
| 01.07.1950 | Braunsdorf | Eingliederung                                                                   | Dittrichshütte                                                                  | Rudolstadt                                                                      |
| 01.07.1950 | Egelsdorf | Eingliederung                                                                   | Dröbischau                                                                      | Rudolstadt                                                                      |
| 01.07.1950 | Rödelwitz | Eingliederung                                                                   | Dorndorf                                                                        | Rudolstadt                                                                      |
| 01.07.1950 | Röbschütz | Eingliederung                                                                   | Heilingen                                                                       | Rudolstadt                                                                      |
| 01.07.1950 | Oelze | Eingliederung                                                                   | Katzhütte                                                                       | Rudolstadt                                                                      |
| 01.07.1950 | Eichfeld | Eingliederung                                                                   | Keilhau                                                                         | Rudolstadt                                                                      |
| 01.07.1950 | Oberhasel | Eingliederung                                                                   | Kirchhasel                                                                      | Rudolstadt                                                                      |
| 01.07.1950 | Oberköditz Unterköditz | Zusammenschluss                                                                 | Köditz                                                                          | Rudolstadt                                                                      |
| 01.07.1950 | Garsitz Unterschöbling | Eingliederung                                                                   | Königsee                                                                        | Rudolstadt                                                                      |
| 01.07.1950 | Kuhfraß | Eingliederung                                                                   | Neusitz                                                                         | Rudolstadt                                                                      |
| 01.07.1950 | Barigau Mankenbach Unterhain | Eingliederung                                                                   | Oberhain                                                                        | Rudolstadt                                                                      |
| 01.07.1950 | Leutnitz | Eingliederung                                                                   | Quittelsdorf                                                                    | Rudolstadt                                                                      |
| 01.07.1950 | Storchsdorf | Eingliederung                                                                   | Rottenbach                                                                      | Rudolstadt                                                                      |
| 01.07.1950 | Mörla Pflanzwirbach Schaala Schwarza | Eingliederung                                                                   | Rudolstadt                                                                      | Rudolstadt                                                                      |
| 01.07.1950 | Weißbach | Eingliederung                                                                   | Weißen                                                                          | Rudolstadt                                                                      |
| 01.07.1950 | Aue am Berg Crösten Wöhlsdorf | Eingliederung                                                                   | Beulwitz                                                                        | Saalfeld                                                                        |
| 01.07.1950 | Bucha | Eingliederung                                                                   | Goßwitz                                                                         | Saalfeld                                                                        |
| 01.07.1950 | Dobian | Eingliederung                                                                   | Gräfendorf                                                                      | Saalfeld                                                                        |
| 01.07.1950 | Hütten | Eingliederung                                                                   | Herschdorf b. Pößneck                                                           | Saalfeld                                                                        |
| 01.07.1950 | Großkamsdorf Kleinkamsdorf | Zusammenschluss                                                                 | Kamsdorf                                                                        | Saalfeld                                                                        |
| 01.07.1950 | Eichicht | Eingliederung                                                                   | Kaulsdorf                                                                       | Saalfeld                                                                        |
| 01.07.1950 | Zella | Eingliederung                                                                   | Krölpa                                                                          | Saalfeld                                                                        |
| 01.07.1950 | Kleindembach Langendembach | Eingliederung                                                                   | Langenorla                                                                      | Saalfeld                                                                        |
| 01.07.1950 | Reichenbach b. Saalfeld | Eingliederung                                                                   | Langenschade                                                                    | Saalfeld                                                                        |
| 01.07.1950 | Bock und Teich Geiersthal Wallendorf | Eingliederung                                                                   | Lichte                                                                          | Saalfeld                                                                        |
| 01.07.1950 | Obernitz Remschütz | Eingliederung                                                                   | Saalfeld/Saale                                                                  | Saalfeld                                                                        |
| 01.07.1950 | Taubenbach | Eingliederung                                                                   | Schmiedefeld                                                                    | Saalfeld                                                                        |
| 01.07.1950 | Arnsbach | Eingliederung                                                                   | Unterloquitz                                                                    | Saalfeld                                                                        |
| 01.07.1950 | Rödersdorf | Eingliederung                                                                   | Göschitz                                                                        | Schleiz                                                                         |
| 01.07.1950 | Pöritzsch | Eingliederung                                                                   | Saalburg                                                                        | Schleiz                                                                         |
| 01.07.1950 | Seibis | Eingliederung                                                                   | Schlegel                                                                        | Schleiz                                                                         |
| 01.07.1950 | Spielmes | Eingliederung                                                                   | Stelzen                                                                         | Schleiz                                                                         |
| 01.07.1950 | Burkersdorf | Eingliederung                                                                   | Tegau                                                                           | Schleiz                                                                         |
| 01.07.1950 | Billeben | Eingliederung                                                                   | Abtsbessingen                                                                   | Sondershausen                                                                   |
| 01.07.1950 | Wenigenehrich | Eingliederung                                                                   | Großenehrich                                                                    | Sondershausen                                                                   |
| 01.07.1950 | Nausiß | Eingliederung                                                                   | Herrnschwende                                                                   | Sondershausen                                                                   |
| 01.07.1950 | Jecha Jechaburg Stockhausen | Eingliederung                                                                   | Sondershausen                                                                   | Sondershausen                                                                   |
| 01.07.1950 | Selsendorf | Eingliederung                                                                   | Almerswind                                                                      | Sonneberg                                                                       |
| 01.07.1950 | Gundelswind | Eingliederung                                                                   | Bachfeld                                                                        | Sonneberg                                                                       |
| 01.07.1950 | Görsdorf Truckendorf | Eingliederung                                                                   | Emstadt                                                                         | Sonneberg                                                                       |
| 01.07.1950 | Schwärzdorf Weidhausen | Eingliederung                                                                   | Föritz                                                                          | Sonneberg                                                                       |
| 01.07.1950 | Rottmar | Eingliederung                                                                   | Gefell                                                                          | Sonneberg                                                                       |
| 01.07.1950 | Mönchsberg | Eingliederung                                                                   | Jagdshof                                                                        | Sonneberg                                                                       |
| 01.07.1950 | Neundorf | Eingliederung                                                                   | Mausendorf                                                                      | Sonneberg                                                                       |
| 01.07.1950 | Mogger Oerlsdorf | Eingliederung                                                                   | Mupperg                                                                         | Sonneberg                                                                       |
| 01.07.1950 | Ehnes | Eingliederung                                                                   | Schalkau                                                                        | Sonneberg                                                                       |
| 01.07.1950 | Döhlau | Eingliederung                                                                   | Seltendorf                                                                      | Sonneberg                                                                       |
| 01.07.1950 | Lindenberg | Eingliederung                                                                   | Sichelreuth                                                                     | Sonneberg                                                                       |
| 01.07.1950 | Köppelsdorf Malmerz Mürschnitz Oberlind | Eingliederung                                                                   | Sonneberg                                                                       | Sonneberg                                                                       |
| 01.07.1950 | Aue Haindorf | Eingliederung                                                                   | Mittelschmalkalden                                                              | Suhl                                                                            |
| 01.07.1950 | Weidebrunn | Eingliederung                                                                   | Schmalkalden                                                                    | Suhl                                                                            |
| 01.07.1950 | Unterneusulza | Eingliederung                                                                   | Großheringen                                                                    | Weimar                                                                          |
| 01.07.1950 | Sulzbach | Eingliederung                                                                   | Herressen                                                                       | Weimar                                                                          |
| 01.07.1950 | Großkromsdorf Kleinkromsdorf | Zusammenschluss                                                                 | Kromsdorf                                                                       | Weimar                                                                          |
| 01.07.1950 | Obersynderstedt Söllnitz | Eingliederung                                                                   | Loßnitz                                                                         | Weimar                                                                          |
| 01.07.1950 | Ulrichshalben | Eingliederung                                                                   | Oßmannstedt                                                                     | Weimar                                                                          |
| 01.07.1950 | Asbach Sickenberg | Zusammenschluss                                                                 | Asbach/Sickenberg                                                               | Worbis                                                                          |
| 01.07.1950 | Vatterode | Eingliederung                                                                   | Dietzenrode                                                                     | Worbis                                                                          |
| 01.07.1950 | Sickerode | Eingliederung                                                                   | Pfaffschwende                                                                   | Worbis                                                                          |
| 01.03.1951 | Garbus | Namensänderung                                                                  | Klausa                                                                          | Altenburg                                                                       |
| 01.03.1951 | Waltersdorf | Namensänderung                                                                  | Lindenkreuz                                                                     | Gera                                                                            |
| 01.03.1951 | Lohma | Namensänderung                                                                  | Nöbdenitz                                                                       | Gera                                                                            |
| 01.03.1951 | Stutzhaus | Namensänderung                                                                  | Luisenthal                                                                      | Gotha                                                                           |
| 01.03.1951 | Obergneus Untergneus | Zusammenschluss                                                                 | Gneus                                                                           | Jena                                                                            |
| 01.03.1951 | Kleinlöbichau | Eingliederung                                                                   | Großlöbichau                                                                    | Jena                                                                            |
| 01.03.1951 | Gniebsdorf | Eingliederung                                                                   | Thalbürgel                                                                      | Jena                                                                            |
| 01.03.1951 | Ascherode | Eingliederung                                                                   | Buhla                                                                           | Nordhausen                                                                      |
| 25.07.1952 | Auflösung des Landes | Auflösung des Landes                                                            | Auflösung des Landes                                                            | Auflösung des Landes                                                            |